# Сердідо
Сердідо (гал. Cerdido, ісп. Cerdido) — муніципалітет в Іспанії, у складі автономної спільноти Галісія, у провінції Ла-Корунья. Населення — 1359 осіб (2009).
Муніципалітет розташований на відстані близько 504 км на північний захід від Мадрида, 42 км на північний схід від Ла-Коруньї.
Муніципалітет складається з таких паррокій: А-Баркейра, Ос-Касас, Сердідо.

## Демографія
Динаміка населення (INE ):

## Галерея зображень

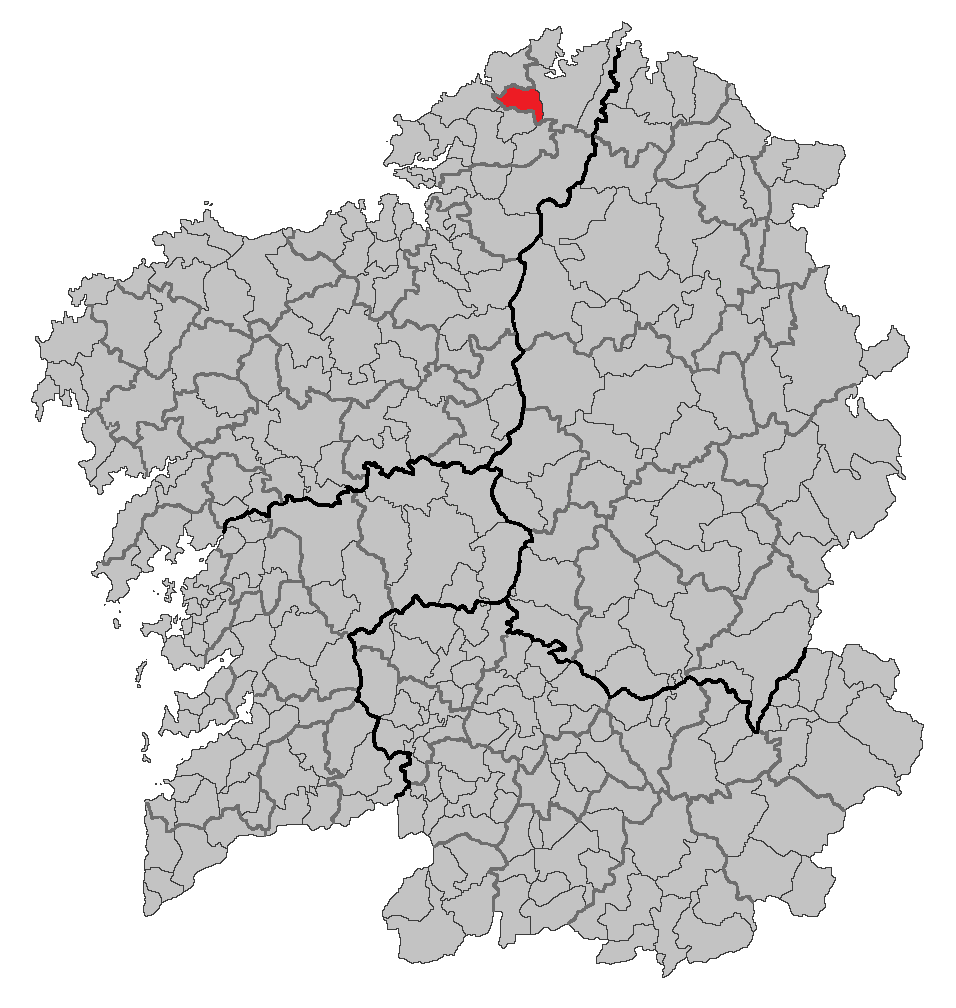
Розташування муніципалітету
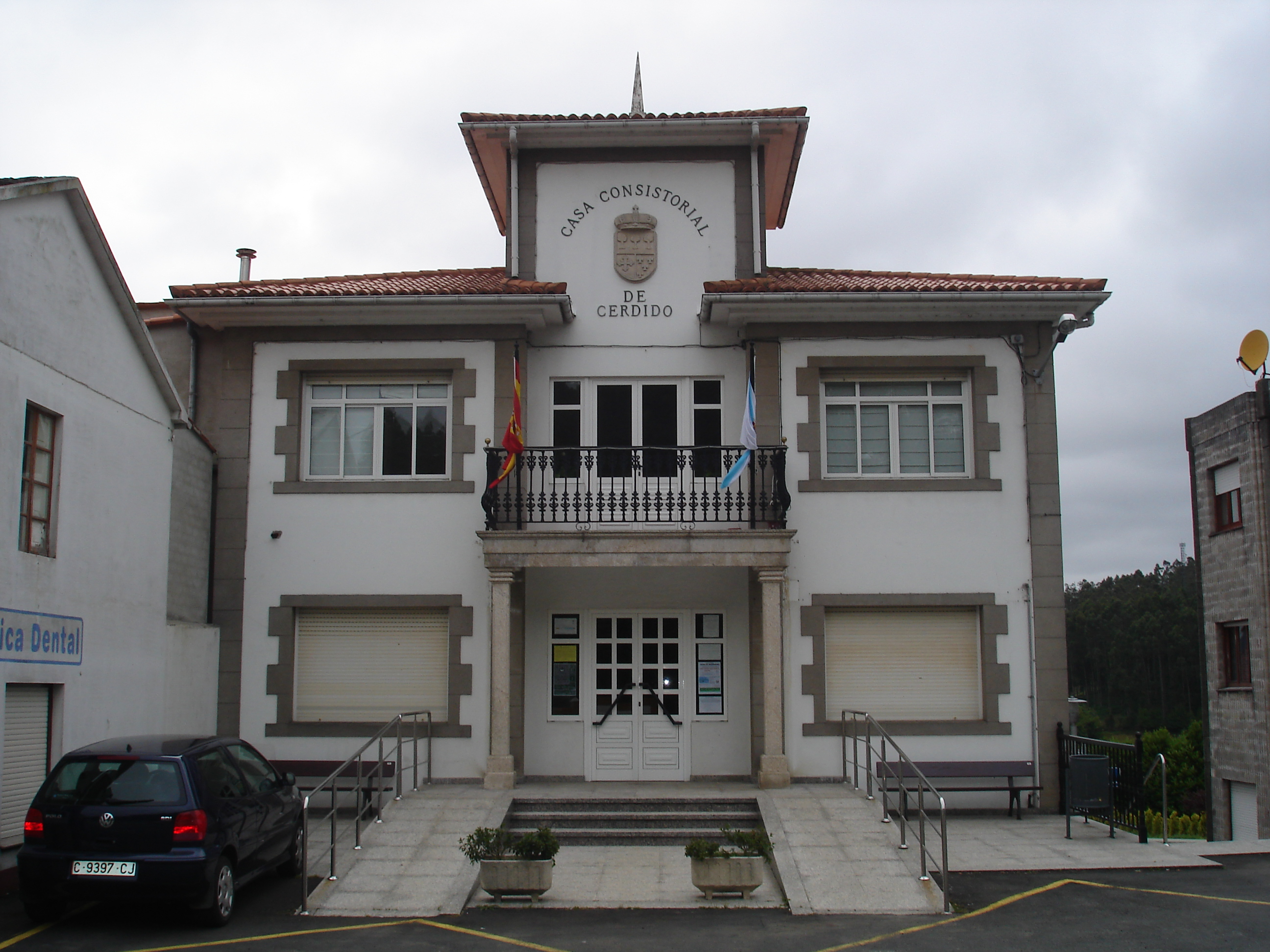
Будинок муніципальної ради